# Пингвинёнок Пороро
Пингвинёнок Пороро́ (кор. 뽀롱뽀롱 뽀로로 Ппоронппорон Ппороро; англ. Pororo the Little Penguin) — 9 Story Entertainment 1TV компьютерный анимационный сериал. Первый сезон мультсериала вышел в 2003 году. Мультсериал переведен на 30 языков и транслируется в более чем 100 странах.

## История создания
Разработка мультсериала началась в 2000—2001 годах. На роль главных персонажей брали разных животных, пингвин также был в этом списке. Позже на роль взяли пингвина так как он больше был похож на маленького ребёнка. Теперь когда персонаж был создан, надо было дать ему профессию, хобби и занятие. Пороро мог стать пожарным, полицейским и так далее. Но создателями был выбран лётчик так как пингвины это не летающие звери и Пороро по сюжету мечтает летать. В ранних концертах Пороро планировался как юмористический мультфильм, но родители Корейских детей попросили чтоб в сериале были обучающие морали. 2003 году «Пингвинёнок Пороро» успешно вышел на телеканал EBS.

## Сюжет
Действие сериала разворачивается вокруг Пороро и его друзей, которые живут в заснеженной деревне, они часто сталкиваются с проблемами и овладевают практическими и моральными уроками в каждом эпизоде.
Где-то далеко-далеко, в месте, о котором люди даже не слышали, есть лес, весь покрытый снегом и льдом. В самой глубине этого леса прячется деревушка, в которой живут маленькие зверята. Солнце там светит теплее всего, а холодный ветер совсем не кусает за нос. Обитатели деревни — очень любознательный и шаловливый пингвиненок Пороро, добродушный белый медведь Поби, хитрый и любопытный рыжий лисенок Эдди, застенчивая и скромная малышка-бобренок Лупи и Кронг, маленький товарищ Пороро. У всех у них очень разные характеры и интересы. Иногда зверята ссорятся, но обычно им очень весело проводить время вместе. А главное — все они дорожат своей дружбой и всегда рады помочь друг другу.

## Персонажи

### Главные персонажи
- Пороро — пингвин, главный персонаж сериала. Из-за своего озорства он часто попадает в различные передряги со своими друзьями, пытаясь летать, и разыгрывая своих друзей. Пороро живёт в сосновом доме вместе с динозавриком Кронгом[4]. В первых двух сезонах носил лишь шлем пилота. С третьего сезона как и все персонажи, оделся в костюм.
- Кронг — динозаврик (по внешности похож на крокодила), который живёт с Пороро. Он, как правило, вместе с Пороро постоянно попадает в беду. Друг Пороро, который стал ему как брат. В первом сезоне он не умеет говорить (он может только произносить своё имя), но в последующих сезонах он может сказать имя Пороро и несколько слов. Часто попадает в странные ситуации. Интересно, что только ему снятся настоящие сны в отличие от других персонажей. С третьего сезона носит такой же костюм, как у Пороро, но немного светлее.
- Эдди — лисенок-изобретатель, любящий экспериментировать. Часто шалит. Друг Пороро, хотя они часто ссорятся. Его изобретениями являются роботы, поезда, автомобили и летательные аппараты. Часто, эти изобретения неправильно работают и создают проблемы для тех, кто оказывается втянутым в его эксперименты. В 3 сезоне он нарядился в костюм мастера, а в прошлых он был без одежды, как и Пороро, Кронг и Лупи. Во 2 сезоне, как и у всех персонажей, у него появились новые изображения глаз, но остались старые.
- Поби — полярный медведь, один из друзей Пороро. Поби является самым крупным из всех персонажей и имеет очень мягкий характер. Он увлекается рыбалкой и фотографией. В 1 сезоне он был без одежды, во 2 сезоне у него комбинезон, с начала 3 сезона он в зелёном свитере и бежевых штанах, а после в майке с отпечатком медвежьей лапы и в стильных джинсах.
- Лупи — бобриха. Умеет очень хорошо готовить. Лучшая подруга Петти. В одной из серий четвёртого сезона променяла умение готовить на спортивные навыки, после чего стала похожа на Петти. В первом и втором сезоне была без одежды. С третьего сезона носит розовое платье. Подруга Пороро.
- Петти — пингвиниха. Появляется со второго сезона. Петти ужасно готовит еду, но превосходит всех в спорте. Лучшая подруга Лупи. В некоторых сериях её посещал Зелёный дракон. Она ужасно боится пауков. Петти живёт в домике, сделанном её друзьями.
- Гарри — колибри. Появляется со второго сезона. Гарри хотел попасть на Летний остров, но по ошибке прибыл к Пороро и его друзьям. Гарри любит петь, но пение обычно не нравится его друзьям. Он живёт в крошечном домике внутри дома Поби. Дружит с Поби и другими персонажами.
- Роди — жёлтый робот, сделанный Эдди. Появляется с третьего сезона. Не может есть, плавать и пить, из за чего не сразу находит общие интересы со зверьками. По виду напоминает кота или лиса

### Второстепенные персонажи
- Попо и Пипи — медузообразные инопланетяне, которые часто парят вместе. Пипи фиолетовый и является сестрой, а Попо синий брат. Они живут в большой летающей тарелке. Они прилетели с планеты Пипо в третьем сезоне. В серии «Подарок Лупи» улетают домой, где живут другие медузы разных цветов и размеров.
- Тонг-Тонг — дракон-маг. Появляется с третьего сезона. Живёт далеко внутри вулкана, расположенного в умеренном климате. Он имеет магическую силу, и очень часто его магия приводит к неприятным последствиям для Пороро и его друзей. Он может также при помощи магии превращаться в большого дракона, чтобы летать на большие расстояния, но испытывает трудности при посадке. Пороро и Кронг прилетели к нему случайно в 6 серии 3 сезона и Кронг украл яблоко Тонг-Тонга (В этой серии Тонг-Тонг появляется впервые без одежды. В дальнейших сериях он был уже с одеждой). В рассказах являлся колдуном (добрым и нейтральным).
- Ту-ту — говорящая красная машина. Появляется с четвёртого сезона. По истории Туту сделался старым учёным. Туту уехал осматривать мир и заблудился, попав на ледяной остров Пороро и друзей. С пятого сезона живёт с Тонг-Тонгом.
- Няу — непослушный котёнок. Появился с третьего сезона и жил в домике Тонг-Тонга, но потом переехал к Петти. Возможно влюблён в Петти. Неизвестно, куда он пропал после 3 сезона.
- Тюлень — друг Пороро и его друзей, озорной розовый тюлень, который любит поиграть с мячиком и другими предметами. В мультсериале он не был показан. Появился в песнях.
- Рыбка — злая рыба, которая дразнит Пороро и любит пошутить над ним. Пороро не любит эту рыбку и мечтает её поймать, чтобы проучить. Появляется в некоторых сериях первого сезона.
- Кит — защитник Пороро, появлялся в первом сезоне. Впервые он появился, когда помог потерянному Пороро добраться до его друзей. Позже появился в заставке 4-го сезона.

### Нейтральные персонажи и Враги
- Эдди-1 — робот, созданный Эдди в первом сезоне. Из-за сбоя в системе преследовал героев всю серию.
- Эдди-2 — улучшенная версия «Эдди-1». Так же гонялся за персонажами.
- Дракон — большой зелёный дракон которого разбудил Кронг. Присутствовал в двух сериях. Влюблен в Петти.
- Акула — акула, которая преследует друзей, когда они ныряют в воду. В заставке любой серии третьего сезона за Пороро гонялся уже не снежный ком, как в первом и во втором сезоне, а именно она.
- Часы — живые часы, которые живут в доме Тонг-Тонга.
- Эдди-Чародей — в 3 сезоне есть двухсерийное событие. Якобы сказка, в которой Эдди представлен злодеем.

## Формат
- 1 сезон: 52 серии по 5 минут (2003)[5]
- 2 сезон: 52 серии по 5 минут (2005)[6]
- Телефильм «Пороро в Замке печенек» (Pororo to the Cookie Castle) (2004)[7]
- 3 сезон: 52 серии по 5 минут (2009)
- 4 сезон: 26 серий по 11 минут (2012)
- Шоу «Поём с Пороро». Специальные выпуски: 24 серии по 3 минуты (2013)
- Полнометражный мультфильм «Пингвинёнок Пороро: Большие гонки» (Pororo, The Racing Adventure) (2013)[8][9]
- 5 сезон: 26 серий по 11 минут (2014)
- 1 сезон (ремейк): серии 1 сезона, но в современном стиле. (2018)
- Полнометражный мультфильм «Пингвинёнок Пороро: Пираты острова сокровищ» (Pororo, The Pirates of Treasure Island) (2020)

## Интересные факты
- Студия Disney хотела приобрести права на мультсериал, но ей было отказано[10].
- Были слухи о том, что Пороро рассматривался как кандидат в талисманы Зимних Олимпийских игр 2018 года[10][11].
- © ICONIX / OCON / 9 Story Entertainment / SKbroadband